# 朱同鏺
沈丘榮戾王朱同鏺（1452年—1512年2月8日），明朝周藩第一代沈丘王，周懿王朱子埅的庶第二子。

## 生平
景泰三年（1452年）出生。天順五年（1461年）四月，獲賜名同鏺。成化元年（1465年）九月，封沈丘王。
正德七年（1512年），朱同鏺去世，享年六十一歲，諡號榮戾。六年後，庶長子朱安涪襲爵。

## 家庭

### 妃
- 王氏[1]

### 妾
- 宋氏（1448年8月21日—1536年2月20日），是大梁宋祥與劉氏的女兒。天順六年（1463年1月4日）入侍王宮，正德十四年（1519年2月15日）因其子朱安涪襲王爵，進封沈丘榮戾王夫人，嘉靖十五年（1536年2月20日）去世，因等待吉日，十二年後於嘉靖二十七年（1548年11月1日）下葬[1]

### 子
- 庶長子：沈丘靖和王朱安涪
- 第二子：鎮國將軍朱安汻[6]，生母宋氏[1]
  - 庶長子：輔國將軍朱睦棳，弘治十三年（1500年）七月賜名[7]
  - 第二子：輔國將軍朱睦柄[1]
    - 第一子：奉國將軍朱勤？[1]
    - 第二子：奉國將軍朱勤？[1]
    - 第三子：奉國將軍朱勤？[1]

  - 第三子：輔國將軍朱睦欘[1]
  - 第四子：輔國將軍朱睦槳[1]
  - 第五子：輔國將軍朱睦𣔶[1]
- 第四子：鎮國將軍朱安涰[8]
- 第五子：鎮國將軍朱安㴓[9]
- 第六子：鎮國將軍朱安渝[10]
- 第七子：鎮國將軍朱安潢
- 第八子：鎮國將軍朱安泳[11]
- 第九子：鎮國將軍朱安澂[12]